# Přibyslav (stacja kolejowa)
Přibyslav – stacja kolejowa w miejscowości Přibyslav, w kraju Wysoczyna, w Czechach Znajduje się na wysokości 455 m n.p.m.
Stacja jest wyposażona w poczekalnię, kasy biletowe, na których można zakupić bilety na pociągi krajowe i międzynarodowe oraz zarezerwować miejsce w pociągu.

## Linie kolejowe
- 250 Havlíčkův Brod - Brno - Kúty